# 大分県道699号小川穴井迫線
大分県道699号小川穴井迫線（おおいたけんどう699ごう おがわあないざこせん）は、大分県竹田市を通る一般県道である。

## 概要
終点の竹田市大字穴井迫の300mの区間を除き、ほぼ全線が1車線であり、ガードレールが設置されていない区間もあるため、猛スピードや悪天候などでの運転をすると、死亡事故の可能性もある。宮城地区から終点までは大野川支流の玉来川に沿って進む。安全面を考えた場合、決して深夜に走行できる様な道路ではない。
実際に国道57号から国道442号に行く場合、玉来地区のホームワイド・フレインの間から抜ける飛田川地区に抜ける市道を通行するか、会々まで出て国道442号の交差点まで出た方が安全かつ早い。

### 路線データ
- 起点：大分県竹田市大字小川（国道442号交点）
- 終点：大分県竹田市大字穴井迫（松本公民館先交差点、国道57号交点）

## 路線状況

### 道路施設

#### トンネル
起点から
- 板田トンネル：延長102 m、1985年（昭和60年）竣工、竹田市
- 志土知トンネル：延長144 m、1985年（昭和60年）竣工、竹田市

## 地理

### 通過する自治体

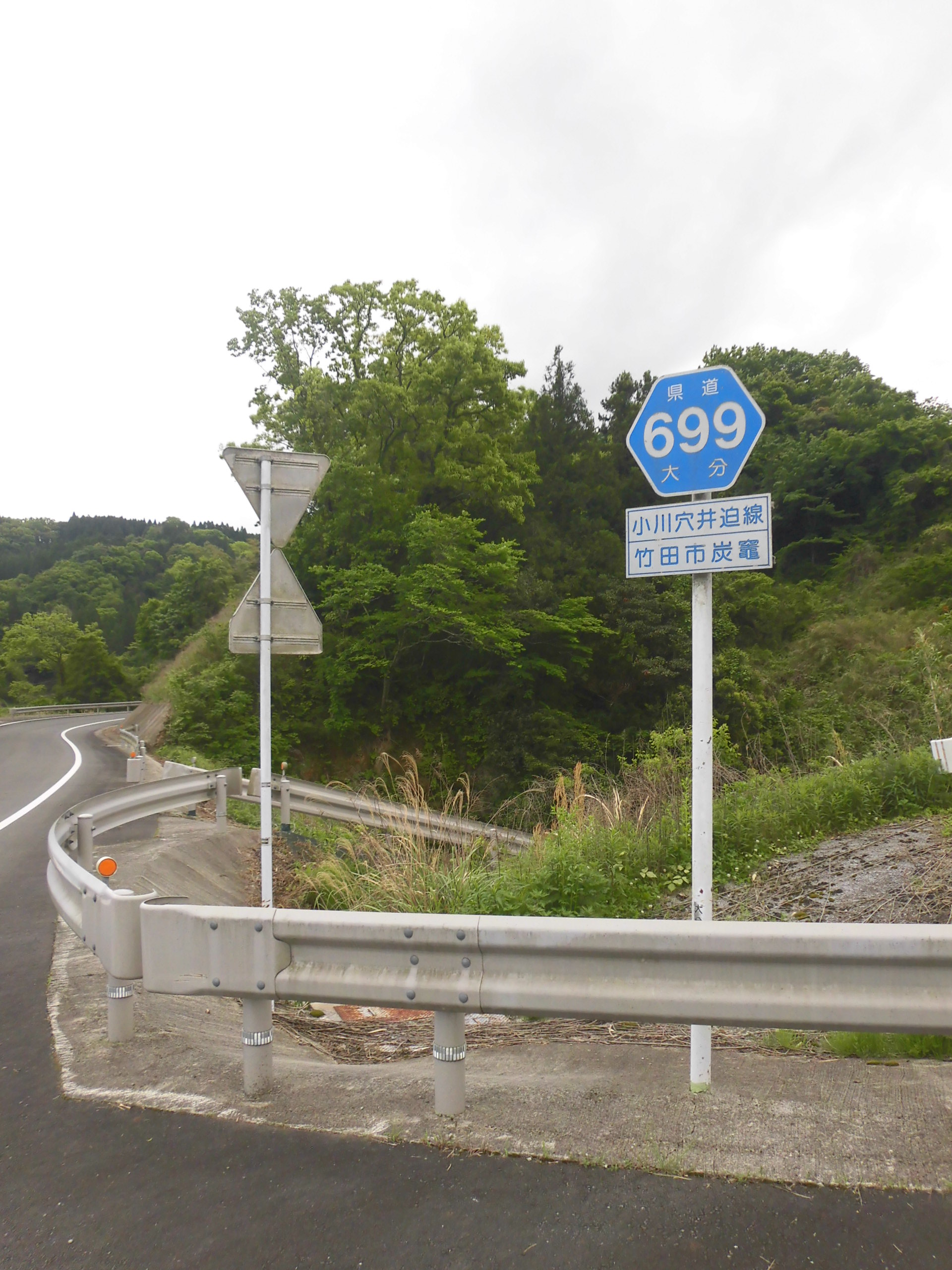
県道638号との交差点から南方向を見る。竹田市炭竈。

- 竹田市

### 交差する道路
| 交差する道路            | 交差する場所 | 交差する場所              |
| ----------------------- | ------------ | ------------------------- |
| 国道442号               | 大字小川     | 起点                      |
| 大分県道638号白丹竹田線 | 大字炭竈     |                           |
| 国道57号                | 大字穴井迫   | 松本公民館先交差点 / 終点 |

### 沿線
- 竹田市立竹田中学校
- 竹田市立宮城台小学校
- 宮城郵便局
- 竹田市役所松本分館
- ファミリーマート竹田君ヶ園店
- アニマルメリヤス竹田工場
- 日本山人蔘生産組合